# ۱۵۷ (میلادی)

## رویدادها
- یک شورش رودرروی امپراطوری روم از داسیا آغاز شد.

```

```

## درگذشت‌ها
- فیلسوف تائوئیستی ژانگ دائولینگ